# Clear (Scientology)
Clear bezeichnet eine Stufe im Dianetik-Konzept von Scientology. Dieses geht auf das Buch Dianetik – der Leitfaden für den Verstand (im engl. Original: Dianetics: The Modern Science of Mental Health) von L. Ron Hubbard zurück, das dieser 1950 verfasst hat.
Als Ziel dieser „dianetischen Therapie“ postulierte Hubbard dabei den Zustand eines sogenannten Clear, bei dem der Verstand als „gereinigt“ zu betrachten und als „gesund“ einzustufen sei.

## Vorannahmen
Die Stufe Clear referiert mit der von L. Ron Hubbard präsentierten Zweiteilung des Verstandes, nach der dieser aus einem sogenannten analytischen (Analytical Mind) und einem reaktiven Teil (Reactive Mind) bestehen soll. Im analytischen Teil wäre demzufolge alles Rationelle und Logische; Hubbard beschrieb diesen als „fehlerfreien Computer“. Als reaktiven Verstand bezeichnete er etwas, dessen Inhalt aus einer Vielzahl von Erinnerungsspuren bestehe, die Momente des Schmerzes, der Bewusstlosigkeit und des Verlustes beinhalteten. Diese wurden als Engramme bezeichnet. Sie wurden als „Fehlfunktionen“ aufgefasst und sollten mit dem Dianetik-Auditing beseitigt werden.

## Verfahren
Das Auditing selbst besteht aus einem Frage- und Antwortablauf, bei dem die fragende Person die zu befragende Person in eine Rêverie versetzte. Während der Fragesteller bei Scientology als Auditor bezeichnet wird, heißt der Befragte Pre-Clear (PC). Anfangs wurden beim Auditing keine Hilfsmittel eingesetzt, ab 1952 kam ein sogenanntes „Psycho-Galvanometer“ zum Einsatz, das den Hautwiderstand anzeigte und ähnlich der frühen Form eines Lügendetektors funktionierte. Heute kommt das sogenannte E-Meter zur Anwendung.
L. Ron Hubbard, der selbst ausgebildeter Hypnotiseur war, beschrieb das Dianetik-Verfahren wie folgt:

„1. Versichern Sie dem Patienten, dass er über alles, was geschieht Bescheid wissen wird. 2. Zählen Sie, bis er die Augen schließt, 3. Richten sie den Löscher ein. 4. Senden Sie den Patienten in einen Zeitabschnitt der Vergangenheit zurück. 5. Arbeiten Sie mit dem Archivar, um Daten zu erhalten. 6. Reduzieren Sie alle berührten Engramme, sodass keine Ladung [negative Aufladung] verbleibt. 7. Bringen Sie den Patienten in die Gegenwart. 8. Vergewissern Sie sich, dass er in der Gegenwart ist. 9. Geben Sie ihm das Löscherwort. 10. Stellen Sie volles Bewusstsein seiner Umgebung wieder her.“

Der Zustand Clear sei, so Hubbard, in dem Moment gegeben, wo keine Engramme mehr lokalisierbar seien.

## Versuche der Verifizierung
Den erreichten Zustand Clear beschrieb Hubbard als einen, in dem die jeweilige Person die Welt und sich selbst auf völlig neue Art und Weise sehen würde. Neben einem gestiegenen IQ würde sie über eine optimale Gesundheit und entsprechendes Wohlbefinden verfügen.
Am 10. August 1950 präsentierte er die Teilnehmerin Sonia Bianca als den ersten „Clear“ im Shrine Auditorium in Los Angeles. Bianca konnte im Verlauf der Veranstaltung keinen Beleg für die von Hubbard angekündigten Merkmale vorweisen bzw. belegen.
1969 stellte Hubbard den südafrikanischen Medizinstudenten John McMaster als ersten „tatsächlichen“ Clear vor. Dieser wandte sich im November des gleichen Jahres von der Scientology-Kirche ab.